# In the Name of Suffering
In the Name of Suffering è l'album di debutto del gruppo sludge metal Eyehategod, pubblicato nel 1990 inizialmente sotto la casa discografica Intellectual Convulsion e successivamente attraverso la Century Media.

## Tracce
1. Depress – 4:58
2. Man Is Too Ignorant to Exist – 2:37
3. Shinobi – 5:15
4. Pigs – 2:59
5. Run It Into the Ground – 3:10
6. Godsong – 2:44
7. Children of God – 3:10
8. Left to Starve – 3:09
9. Hostility Dose – 2:43
10. Hit a Girl – 4:18

Tracce bonus
1. "Left to Starve (Demo)" – 4:06
2. "Hit a Girl (Demo)" – 4:12
3. "Depress (Demo)" – 7:34
4. "Children of God (Demo)" – 3:46

## Membri
- Mike Williams – voce
- Jimmy Bower – chitarra
- Joe LaCaze – batteria
- Steve Dale – basso
- Mark Shultz – chitarra